# ابراهیم حکیمی

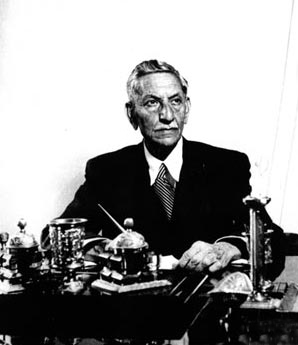
نگاره‌ای دیگر از ابراهیم حکیمی

ابراهیم حکیمی (۲۴ مرداد ۱۲۴۹– ۲۷ مهر ۱۳۳۸) ملقب به حکیم‌الملک، دولت‌مرد دورهٔ قاجار و پهلوی بود که چند دوره نخست‌وزیر و مدتی رئیس مجلس سنای ایران شد.

## آغاز کار
خانوادهٔ ابراهیم حکیمی از بروجرد به تبریز رفته بودند. پدرش میرزا ابوالحسن حکیم‌باشی و عمویش میرزا محمود خان بروجردی، از پزشکان دربار مظفرالدین شاه بودند و از همین رو لقب حکیم‌الملک به آنان اعطا شده بود. ابراهیم پس از گذراندن تحصیلات مقدماتی در دارالفنونِ مظفریِ تبریز و نیز در دارالفنون ناصری تهران در ۱۳۱۲ هجری قمری به سرپرستی برادر بزرگش، نصرةالحکما، به دانشکده پزشکی در پاریس رفت.
در سفر دوم مظفرالدین شاه به اروپا همراه شاه به ایران بازگشت و حکیم‌باشیِ مظفرالدین شاه گردید و بعد از فوت عمویش، شاه لقب حکیم‌الملک را به او داد. او اندکی بعد از طبابت کناره گرفت. پس از مرگ مظفرالدین شاه، به مشروطه‌خواهان پیوست. وی عضو کمیته انقلاب ملی بود و جلسات کمیته در منزل او برگزار می‌شد.

## نهضت مشروطه
در دوره اول مجلس شورای ملی به نمایندگی تهران برگزیده و از چهاردهم بهمن ۱۲۸۶ خورشیدی (اول محرم ۱۳۲۶) وارد مجلس شد. پس از به توپ بسته شدن مجلس، به سفارت فرانسه پناهنده شد و سپس به اروپا رفت. در آنجا بر ضد محمدعلی شاه به فعالیت پرداخت. بعد از فتح تهران و برکناری محمدعلی شاه، به ایران بازگشت و در انجمن آشتی ملی که برای تدوین قانون انتخابات تشکیل شده بود و در انجمن نظّار که نظارت بر انتخابات تهران را برعهده داشت حضور داشت.

## وزارت
در دومین دوره مجلس شورای ملی (۱۲۸۸ خورشیدی) حکیمی نماینده مردم آذربایجان شد. نخستین تجربه وزارت او، تصدی وزارت مالیه در کابینه مستوفی‌الممالک بود که در سوم امرداد ۱۲۸۹ تشکیل شد که سه ماه بیشتر طول نکشید و جای خود را به صنیع‌الدوله داد.
یک ماه بعد مستوفی‌الممالک او را برای وزارت علوم (معارف) برگزید که کرسی اش تا آن زمان در کابینه او خالی مانده بود. حکیم الملک در هجدهم آذر به عنوان وزیرعلوم و فوائد عامه به مجلس معرفی شد. و تا سه ماه بعد که دولت مستوفی الممالک بر سر کار بود در این سمت باقی ماند. از مهم‌ترین اقدامات او در این دوره، تقدیم لایحه ای به مجلس برای اعزام بیست محصل به اروپا بود که مجلس این تعداد را به سی نفر افزایش داد. تصویب این لایحه به دلیل اختلاف بر سر اینکه ایا باید همراه با محصلین سرپرستی هم اعزام شود چهار ماه به طول انجامید و به عمر وزارت سه‌ماهه حکیم الملک قد نداد تا اینکه سرانجام در ۲۵ اردیبهشت ۱۲۹۰ به تصویب رسید. در چارچوب این قانون می‌بایستی پانزده نفر برای تحصیل «تحصیل اصول ضروریه معلمی» هشت نفر برای تحصیل نظام (دو نفر پیاده‌نظام، دو نفر سواره نظام، دو نفر توپچی، یک نفر مهندس، یک نفر صاحب منصب اداره) و هفت نفر برای مهندسی و حرف و صنایع و فلاحت (یکی مخصوص ابریشم و یکی فلاحت عمومی) از طریق امتحان از میان اشخاصی انتخاب شود که بضاعت تحصیل در خارجه نداشته باشند. مجلس برای این محصلین شانزده هزار و پانصد تومان بودجه تعیین کرد.
محمدولی خان سپهدار که پس از مستوفی‌الممالک نخست‌وزیر شده بود، با ترمیم کابینه‌اش حکیم‌المملک را در ۲۶ تیر ۱۲۹۰ به عنوان وزیر علوم و اوقاف و فواید عامه به مجلس معرفی کرد، اما چند روز بعد کابینه اش کنار رفت و صمصام‌السلطنه به جایش نشست و در دوم امرداد حکیم الملک را به عنوان وزیر مالیه به مجلس معرفی کرد. در ترمیم کابینه در پنجم آذر حکیم الملک کنار گذاشته شد.
در ۲۳ اسفند ۱۲۹۳ که مشیرالدوله برای نخستین بار نخست‌وزیر شد، حکیم الملک را وزیر معارف کرد. در دولت بعدی که عین الدوله در یازدهم اردیبهشت سال بعد تشکیل داد و دولت مستوفی الممالک که در ۲۷ امرداد همان سال به مجلس معرفی شد، حکیم الملک در جایگاه خود به عنوان وزیر معارف باقی ماند و در دولتهای کوتاه‌مدت قبل از کودتای سوم اسفند، نظیر دولتهای علاءالسلطنه، مشیرالدوله، عین‌الدوله، مستوفی‌الممالک و صمصام‌السلطنه، به تناوب، وزارت علوم و اوقاف و فواید عامه، وزارت مالیه و وزارت معارف و اوقاف و صنایع مستظرفه را برعهده داشت. از کارهای مهم او در این سالها، تأسیس مدرسه حقوق زیر نظر وزارت معارف و تأسیس دارالمعلمین بود.
در همین سال‌ها حکیم‌الملک همراه با علی‌اکبر داور و عبدالحسین تیمورتاش و محمد تدین در تأسیس حزب تجدد همکاری کرد. در انتخابات مجلس چهارم به نمایندگی از تهران برگزیده شد اما کودتای سوم اسفند ۱۲۹۹ و روی کار آمدن دولت سید ضیاءالدین طباطبایی تشکیل مجلس را متوقف کرد. عوامل کودتا حکیم الملک را دستگیر و چندی بازداشت کردند. با سقوط کابینه سیدضیاء و روی کارآمدن قوام السلطنه، مجلس گشوده شده و حکیم الملک به مجلس رفت.
با کنار رفتن کابینه قوام‌السلطنه در زمستان، حکیم‌الملک برای نخستین بار به وزارت امورخارجه رسید. مشیرالدوله او را در دوم بهمن ۱۳۰۰ همراه با کابینه‌اش به مجلس معرفی کرد اما دوران وزارت خارجه اش کمتر از چهار ماه طول کشید و در اردیبهشت ۱۳۰۱ با استعفای دولت مشیرالدوله پایان یافت. سال بعد که مشیرالدوله بار دیگر نخست‌وزیر شد حکیم‌الملک را در ۲۶ خرداد ۱۳۰۲ همراه با کابینه اش به عنوان وزیر عدلیه معرفی کرد.
با روی کار آمدن رضاخان سردارسپه، حکیمی از سیاست کناره گرفت و به تألیف پرداخت، بی آنکه اثری از او به چاپ برسد. پس از سقوط رضاشاه در شهریور ۱۳۲۰، حکیمی به صحنهٔ سیاست بازگشت و در ۱۸ مرداد ۱۳۲۱ قوام‌السلطنه او را به عنوان وزیر مشاور کابینه خود به مجلس معرفی کرد. پس از سقوط دولت قوام در بهمن همان سال، حکیمی تا ۱۳۲۴ عهده‌دار سمت دولتی دیگری نشد.

## نخست‌وزیری
پس از استعفای سهام‌السلطان بیات از نخست‌وزیری در ۲۸ فروردین ۱۳۲۴، نمایندگان تا دو هفته نتوانستند بر سر تعیین نخست‌وزیر آینده به توافق برسند تا اینکه در دوازدهم اردیبهشت ۱۳۲۴ فراکسیون‌های مجلس گرد هم آمدند و رای‌گیری کردند و حکیم‌الملک با ۶۳ رأی از نامزدهای دیگر نخست‌وزیری رأی بیشتری آوردند. نمایندگان تمایل خود را به نخست‌وزیری حکیم‌الملک به شاه اعلام کردند و فردای آن روز برای او فرمان نخست‌وزیری صادر شد.
حکیمی در ۲۳ اردیبهشت وزیرانش را به مجلس معرفی کرد. بحث دربارهٔ برنامه دولت او در مجلس چندین روز به طول انجامید و سرانجام در سیزدهم خرداد که رأی‌گیری شد، تنها ۲۵ نماینده به دولت او رأی موافق دادند، ۶۳ نماینده رأی ممتنع و هفت نماینده حزب توده رأی مخالف دادند و دولت او کنار رفت. علت خودداری نمایندگان از رأی موافق به دولت حکیمی چند پست خالی در دولت او بود که نگران بودند به افرادی بدهد که موافق آن‌ها نبودند، به ویژه وزارت کشور که مجلس خواستار آن بود که به مستشارالدوله صادق داده شود اما حکیمی در معرفی دولتش گفت که وزارت کشور را خودش عهده‌دار خواهد بود.
در مهر ۱۳۲۴ حکیم‌الملک بار دیگر برای نخست‌وزیری به مجلس معرفی شد و به‌رغم مخالفتهای طرفداران سیدضیاءالدین طباطبائی و رأی ممتنع حزب توده، به نخست‌وزیری رسید. در زمینه سیاسی، برنامه وی رفتار ملایم با اتحاد شوروی برای ترغیب آنان به خروج از ایران و عدم حمایت از نهضتهای مخالف اشغالگران شوروی، و کاستن از نگرانی‌های محافظه کاران بود.
درخواست حکیمی مبنی بر رسیدگی دبیرکل سازمان ملل به مداخلات شوروی در امور داخلی ایران، موجب نارضایی گستردهٔ شوروی‌ها از حکیمی شد. بیشتر مشکلات حکیمی در این دوره، ادامهٔ حضور نیروهای شوروی در خاک ایران، بحران آذربایجان، و محدودیت‌هایی بود که صدرالاشراف، نخست‌وزیر پیشین (با توقیف روزنامه‌ها و بستن باشگاه‌های حزب توده) ایجاد کرده بود.
چند عامل باعث شد که مجلس قصد استیضاح وی را کند، از جمله: به تفاهم نرسیدن با شوروی؛ پذیرفتن پیشنهاد بوین (سفیر بریتانیا در ایران) مبنی بر تشکیل کمیسیون سه جانبه مرکّب از نمایندگان انگلیس و شوروی و آمریکا برای حل مشکل آذربایجان، بدون مشورت با مجلس، و بسته ماندن باشگاه‌های حزب توده. حکیمی وعده داد که در آینده‌ای نزدیک استعفا خواهد کرد، و همین امر سبب شد که استیضاح او پس گرفته شود. وی پس از شکایت از شوروی به سازمان ملل متحد به دلیل ادامهٔ اشغال آذربایجان، و یک روز بعد از طرح شکایت در سازمان ملل، از نخست‌وزیری استعفا کرد.
بعد از اینکه احمد قوام در هجدهم آذر ۱۳۲۶ نتوانست از مجلس رأی اعتماد بگیرد و دولتش سقوط کرد، حکیمی بار دیگر به نخست‌وزیری رسید و در ششم دی دولت خود را به مجلس معرفی کرد. او در نخستین اقدام حکومت نظامی را که اعتراضات گسترده‌ای برانگیخته بود در ۲۲ دی ۱۳۲۶ لغو کرد.
حکیمی همچنین برای به محاکمه کشاندن قوام‌السلطنه گام برداشت. دولت او تحقیقاتی در مورد امتیازاتی را آغاز کرد که در زمان نخست‌وزیری قوام برای صدور جو و برنج و واردات چای به چند تن از تجار داده شد. پرونده‌ای علیه قوام تشکیل شد و سرانجام در ۲۲ فروردین ۱۳۲۷ وزارت دادگستری لایحه اعلام جرم علیه قوام را به مجلس داد و او را متهم کرد که میلیون‌ها تومان از این تجار رشوه دریافت کرده است.
پس از آن‌که محمد مسعود روزنامه‌نگار جنجالی ترور شد، سید ابوالحسن حائری‌زاده، حسین مکی و عبدالقدیر آزاد دولت او را استیضاح کردند و به انتقاد از عملکرد دادگستری و دخالت ارتش و شهربانی در امور کشور پرداختند. آن‌ها حتی به سن حکیم‌الملک اشاره کردند و او را سالخورده‌تر و ناتوان‌تر از آن دانستند که در آن شرایط بتواند کشور را اداره کند. پس از طرح استیضاح، دولت حکیمی که با اکثریت قاطعی روی کار آمده بود، با اکثریتی ضعیف (۵۵ رأی موافق) توانست رأی اعتماد بگیرد.
چند هفته بعد، حکیمی بار دیگر با استیضاح روبرو شد و این بار، محمدرضا آشتیانی‌زاده، احمد شریعت‌زاده و عباس میرزا اسکندری او را به سوء اداره کشور متهم کردند. اما رأی اعتمادی که این بار در ششم اردیبهشت گرفت، بهتر از دفعه پیشین بود: ۶۸ نماینده به دولت او رأی موافق دادند.
با این حال، فشار مخالفان دولت حکیم‌الملک در مجلس همچنان رو به افزایش گذاشت تا جایی که علناً می‌گفتند دولت دیگر اکثریت ندارد. در واکنش به این فشارها، حکیمی وزیر مشاور خود عبدالحسین هژیر را در هجدهم خرداد ۱۳۲۷ به مجلس فرستاد تا گزارشی را که او از خدمات خود در عمر کمتر از شش‌ماهه اش کرده است قرائت کند و از مجلس بخواهد تکلیف دولت را معلوم کند. مجلس پس از شنیدن این گزارش با ۳۸ رأی موافق در برابر ۵۹ رأی ممتنع و چهار رأی مخالف، عملاً از حکیمی سلب کرد و دولت او را ساقط ساخت.

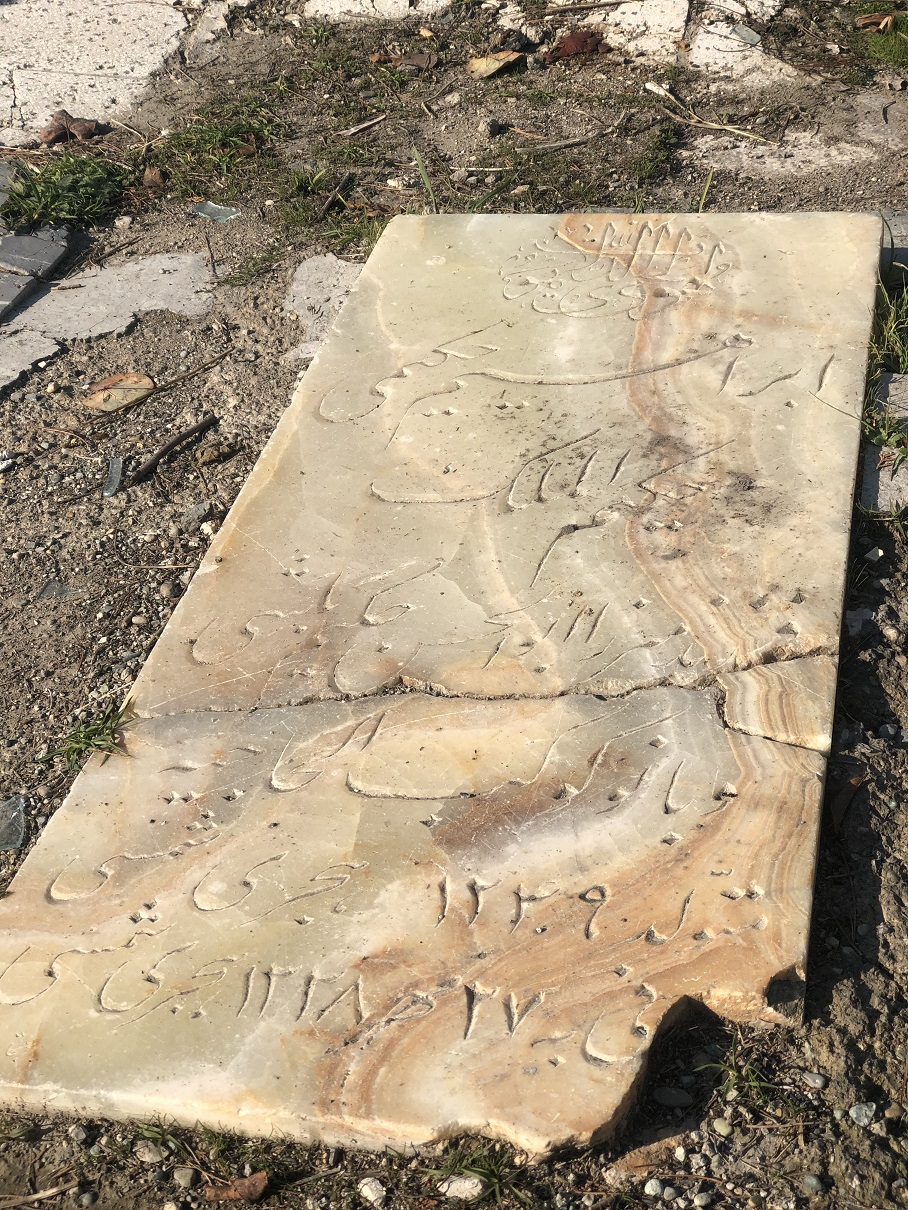
سنگ قبر ابراهیم حکیمی در گورستان ابن‌بابویه

دادن لایحه تشکیل مجلس سنا به مجلس، اقامه دعوی علیه قوام، بستن باشگاه‌های حزب توده و دستگیری کارگران هواخواه حزب توده، از جمله عملکردهای حکیم‌الملک در این دوره از نخست‌وزیری بود. وی در ۱۳۲۸، پس از ترور عبدالحسین هژیر، به وزارت دربار منصوب شد، اما پس از یک سال استعفا کرد و تا آخر عمر، سناتور انتصابی در مجلس سنا بود. او سالخورده‌ترین سناتور و رئیس سنی مجلس سنا بود.
ابراهیم حکیمی در ۲۷ مهر ۱۳۳۸ بر اثر ذات‌الریه، در سن ۸۸ سالگی در تهران درگذشت و در ابن بابویه شهر ری به خاک سپرده شد.